# 車内チャイム
車内チャイム（しゃないチャイム）とは、列車やバス等において車内放送の前後に流れるチャイムのことを指す。

## 日本における車内チャイム
鉄道の場合、駅間距離の短い普通列車と違い、特急列車などでは停車駅間距離が長く、それに伴って放送の流れない"無音状態"の時間が長くなる。このため乗客たちは必然的に会話などを行うのだが、次の停車駅が近づいた際に突然車掌が喋り出し、それまでの会話が中断され、また、突然のことで驚くなどしていたために、一部の夜行特急列車で試験的に喋る前に音楽を流すということが取り入れられた。20系客車･キハ80系気動車での「ブラームスの子守歌」がそれである。これが好評であったために東海道新幹線で正式に採用され、その後、多くの特急・新幹線にも採用されている。一部の普通列車でも流すこともある。鉄道におけるチャイムのメロディーは旧・日本国有鉄道（国鉄）時代、電車と東海道新幹線（開業当初）は「鉄道唱歌」、気動車は「アルプスの牧場（まきば）」、客車は「ハイケンスのセレナーデ」が一般的だった。JR化以降は各旅客会社ごと、さらに車両や列車ごとの独自性が高まり、クラシック音楽・童謡など他、ほか数多くのオリジナルメロディーを電子音風にアレンジしたものが登場している。
一方路線バスでは、1960年代以降、ワンマンカーの普及に伴い8トラックテープなどでの車内自動放送の放送前に「ピンポーン」、「ポンポンポーン（ドミソ音）」、「ポーン」などごく短い1～5点チャイムを鳴らし乗客に注意を喚起する放送を始めた。ワンマン列車内での放送においても使用されるこれらのチャイムはレゾナント・システムズ製などのワンマンバス用車載機器をワンマン列車に流用したことによる。
バス用チャイムは立川バスなど起終点以外のチャイムを廃止する例や西鉄のように停名前には一切行わない事業者も存在するが、京王バスなどでは多区間方式の場合、通常2点チャイムを鳴らすところを料金区界ではそれとは違う特徴的なチャイムを鳴らす。また、西武バス、関東バス、広島電鉄などでは経路確認や降車合図、車内広告などで多様なメロディチャイムを鳴らす。国際興業は一時期オリジナルのメロディチャイムを多数用意し、路線によって鳴らすチャイムの種類を変えており現在でも、一般路線用では種類を絞りながらも他社にはないチャイムを使用している。
都市間高速バス空港連絡バスではメロディチャイムを使用する事業者が多く、東京空港交通では一部「さくらさくら」が流れる仕様となっている路線もある。

### 新幹線における例
東海道・山陽新幹線では、開業時は「鉄道唱歌」、その後は黛敏郎が作曲したオリジナルチャイム、通称「黛チャイム」を使用していたが、怖いと不評で「旧4打点チャイム」に変更された。民営化された1988年（昭和63年）3月13日から2003年（平成15年）11月23日まで、「ひかり」・「こだま」で、始終着駅と途中駅で異なる、通称「ひかりチャイム」が車種に関係なく使用され（途中駅版は「新4打点チャイム」とも呼ばれる）、「のぞみ」登場後は、同様の通称「のぞみチャイム」も使用されていた。11月24日以降は、JR東海車とJR西日本車で、列車種別に関係なく始発・終着駅と途中駅で異なる、両社のキャンペーンソング（JR東海車 : 「AMBITIOUS JAPAN!」、JR西日本車 : 「いい日旅立ち・西へ」）を用いたチャイムを使用していた。2023年7月21日からJR東海車は「AMBITIOUS JAPAN!」から「会いにいこう」に変更されたが、JR西日本車の変更はなかった。。なお、いわゆる「のぞみチャイム」の始発・終着時に使用されていたものは東京駅の東海道新幹線ホームの発車メロディとして使用されている。また、いわゆる「ひかりチャイム」の始発・終着時に使用されていたものは山陽新幹線の新大阪駅を除く各駅のホームで接近メロディとして使用されている。
山陽・九州新幹線では、JR西日本車は東海道・山陽新幹線と同じ「いい日旅立ち・西へ」を使用している。それに対し、JR九州車では向谷実によるオリジナルのチャイムを使用している。標準メロディおよび博多・熊本・鹿児島中央それぞれの駅の発車・到着用特別メロディの計4曲があり、熊本駅到着時は「おてもやん」、鹿児島中央駅到着時は「おはら節」をアレンジしたもの が使用される。
また、西九州新幹線でも、向谷実によるオリジナルチャイムが使われている。
東北新幹線、北海道新幹線、山形新幹線、秋田新幹線では、JR東日本車・JR北海道車共に「TR11」を使用している。
上越新幹線と、北陸新幹線のJR東日本車では、「TR12」を使用している。それに対し北陸新幹線のJR西日本車は開業当初は東海道・山陽新幹線と同じ「いい日旅立ち・西へ」を使用していたが、2015年10月より谷村新司の「北陸ロマン」に変更となっている。（JR西日本の特急「サンダーバード」も同様)
なお、国鉄時代から開業していた東北新幹線・上越新幹線は、元々は「ふるさとチャイム」を使用していた。詳細は後述。
山陽新幹線区間の特別車両は、2015年11月〜2018年5月までテレビアニメ「新世紀エヴァンゲリオン」とのコラボ企画として運行した「500 TYPE EVA」で番組主題歌の「残酷な天使のテーゼ」が使用され、同編成を再改造して運行している「ハローキティ新幹線」でも、オリジナルメロディ「Hello Kitty」が使用されている。

### 在来線における例
近畿日本鉄道の一部特急車両（近鉄21000系電車・近鉄50000系電車など）や沖縄都市モノレールでは各駅到着前に個別の車内チャイムを使用する。各停車駅毎に違うチャイムではないが、JR西日本の急行「能登」（489系）、特急「こうのとり」・「きのさき」等（287系など）、智頭急行の特急「スーパーはくと」（智頭急行HOT7000系気動車）などではその地域にあわせた民謡をアレンジした車内チャイムを使用している。
小田急電鉄では有料特急であるロマンスカーにおいて、50000形（VSE）と70000形（GSE）の車内チャイムに自社のCMソングである「ロマンスをもう一度」を使用している。
広島電鉄では通常はチャイムだが、広島電鉄本線の原爆ドーム前停留場に限り鐘の音を流す。また、乗換え指定電停および始発・終着電停では専用のチャイムが流れる。
北越急行では、普通列車の始発・終着チャイムにJRバス各社が運行する都市間高速バス「ドリーム号」車内チャイムと同じものを使用。一部列車では河口恭吾の「大吟醸くらい混じり気ない恋を探してる」が流される。
大阪市高速電気軌道（Osaka Metro）では、終着駅到着時に車内チャイムを使用している。通常はオリジナルのメロディだが、谷町線八尾南駅に限り「河内音頭」のアレンジが流れる。
沖縄都市モノレール線では、2003年の開業時より、車内で各駅ごとに異なる沖縄民謡をアレンジしたチャイムを流している。
東日本旅客鉄道（JR東日本）の特急・新幹線の車内チャイム音源はCD化され、テイチクが発売元である「JR東日本発車メロディー・特急車内メロディー音源集～山手線一周+α～」に収録されている。
伊賀鉄道では、始発・終点駅用チャイムにスシローの商品到着メロディと同一のものが使用されている。

### ふるさとチャイム

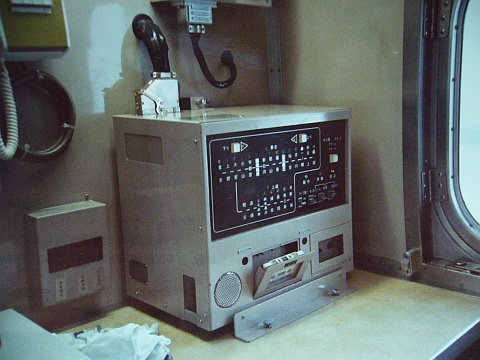
東北・上越新幹線開業当時の自動放送装置 （1982年頃）

ふるさとチャイムとは、かつて日本国有鉄道（国鉄）・東日本旅客鉄道（JR東日本）の東北・上越新幹線の車内で放送されていた案内放送チャイムの名称である。この車内放送は、既に開業していた東海道・山陽新幹線の無機質性への反省や、広告代理店の売り込みなどで開始されたものとされる。 当初は郷土性の喚起ゆえに、乗客からは好評だった。しかし、通勤・通学など短距離利用も多くなったこと、「田舎くさい」として敬遠する乗客もいたこと、新たな駅への追加や列車ごとの停車駅が多様化したことにより設定を変えることが面倒なこと（カセットテープ方式だった）等が廃止の要因とされる。ただ、この試みは日本各地の地域性を持たせた車内放送・駅構内放送の初期という意味で評価できるものだった。
東北新幹線は1982年（昭和57年）6月23日から上野駅 - 東京駅間開業前日の1991年（平成3年）6月19日まで、上越新幹線は1982年11月15日から1991年6月19日までこのチャイムを使用した。翌日からは、東北新幹線は「TR11」、上越新幹線は「TR12」に変更となった。
上野駅延伸以前と以後で、メロディに使用されている楽器が異なる（上野駅延伸以前のチャイムは東北新幹線と上越新幹線で別の楽器が使われていたのに対し、上野延伸以降のチャイムは柔らかめの音に統一された）。
チャイムは各停車駅にちなんだ地元の民謡など をアレンジしていたが、停車駅の所在する都市というよりは、その周辺（時に当該駅より数十キロも離れた箇所）にある代表的な観光地絡みの楽曲が多い（熊谷駅→秩父市の「秩父音頭」、高崎駅→桐生市の「八木節」、新潟駅→佐渡の「佐渡おけさ」など）。また、大宮駅等のように新民謡を入れたものも多く、さらに北上駅と越後湯沢駅以外のすべての駅は、その土地の民謡や音頭（または唱歌・童謡）を採用したため、当時最新鋭であった新幹線のイメージに合わない点もあり、この意味で無理もあったとされる。その中でも、「北上夜曲」（北上駅）と「湯沢旅情」（越後湯沢駅）は例外的に流行歌が採用された珍しいケースであった。直接の関係は不明だが、在来線列車にも波及している。例えば、国鉄民営化後の1987年12月から特急「あずさ」、1988年から特急「かいじ」として運行されている183系グレードアップ車両にて、車内チャイムに甲府駅到着時は「武田節」、松本駅到着時は「信濃の国」といった、地域色ある車内チャイムが採用された。
1990年3月にくりこま高原駅が開業するのに際して、同駅で使われるチャイムが検討されたが、「イメージに合致する地元の曲がない」として、盛岡始発・終着の「やまびこ」など同駅に停車する列車については現行のバロック調のチャイム（北千住駅1番線で使用されていた発車メロディに類似）に変更した。その他の列車（上野駅 - 仙台駅間の「あおば」など）ではふるさとチャイムが存置されたが、1991年6月19日の運行をもって全廃された。
なお、2012年6月23日のやまびこ235号（東北新幹線大宮開業30周年記念号、200系K47編成）では一列車限りの復活が行われ、通常のチャイムと自動放送の後、車掌の手動操作により21年ぶりに車内へ放送された。また、2022年6月より、200系塗装に変更されたE2系J66編成でふるさとチャイムが復活した。但し、ふるさとチャイム廃止後に開業した東京駅と本庄早稲田駅は、通常のチャイムで代用している。

#### ふるさとチャイムに使われていた楽曲一覧
東北新幹線
- 上野駅：花
- 大宮駅：大宮をどり
- 小山駅：小山音頭
- 宇都宮駅：日光和楽踊り
- 那須塩原駅：機織り唄
- 新白河駅：白河音頭
- 郡山駅：会津磐梯山
- 福島駅：飯坂小唄
- 白石蔵王駅：白石音頭
- 仙台駅：斎太郎節
- 古川駅：お立ち酒
- 一ノ関駅：クルクル節
- 水沢江刺駅：麦つき節
- 北上駅：北上夜曲
- 新花巻駅：星めぐりの歌
- 盛岡駅：南部牛追い唄

上越新幹線
（上野・大宮両駅は東北新幹線と共通）
- 熊谷駅：秩父音頭
- 高崎駅：八木節
- 上毛高原駅：上州馬子唄
- 越後湯沢駅：湯沢旅情
- 浦佐駅：上野駅開業前は「はねおけさ」、開業後は「さんよ節」
- 長岡駅：長岡甚句
- 燕三条駅：岩室甚句
- 新潟駅：佐渡おけさ

#### 商品
- 1985年3月、東北新幹線上野駅開業時にメロディを収録したソノシートが付属した記念入場券が発売されている。この商品により、初めて全駅分のメロディが聞けるようになった。
- 他の駅も聞きたいという鉄道ファンなどからの要望に応え、当時そのままの音を収録したカセットテープが1980年代後半に一部の鉄道ファン向け店舗で発売されており、これを1990年代にCD「懐かしの東北・上越新幹線チャイム」として再発売したものが、ふるさとチャイム制作に携わった（株）新日本企画より発売されている（乗換案内等、一部は省略されている）。ただし書店やCDショップでは取り扱わず、JR東日本管内各新幹線における車内販売や日本レストランエンタプライズ (NRE) 公式サイトにおける通信販売（2011年時点では休止中）、年数回の鉄道イベント（鉄道の日、毎年夏休みに銀座松屋で開催される「鉄道模型ショウ」など）のブースでのみで入手することが可能である。
- 岡山惇 『東北・上越新幹線』（中公新書 中央公論社）には、上述のチャイムに使われた歌のリストが巻末に記載されるほか、ふるさとチャイムが使用されていた当時の両新幹線の車窓案内、車掌ら乗務員の業務活動などが記載されている。

## 台湾における車内チャイム
台湾では台湾高速鉄道において、日本と同じくチャイムに続き録音された案内が流れる。

## ヨーロッパにおける車内チャイム
ヨーロッパの高速列車であるTGVやタリス、ユーロスターでは放送前にチャイムを鳴らす。
ヨーロッパでは都市鉄道で音楽を流すことも多い。
ドイツのSバーンや路面電車の車内放送では、ボーンと教会の鐘の音のようなチャイムが鳴る。
特徴的なのは、フランスのストラスブール市のLRTである。車内放送では各停留所毎に異なる音楽を流している。全停留所の音楽が異なるだけではなく、ジャンルが多岐にわたっていることも特徴である。
一般的な電子音楽のほか、ロックやレゲエ、民族音楽なども採用されており、歌声が入っているものもある。